# Třeboň
Třeboň (německy Wittingau, tj. „Wittingův či Vítkův Luh“, latinsky Trebonis) je město v okrese Jindřichův Hradec v Jihočeském kraji. Leží 22 kilometrů východně od Českých Budějovic, v Třeboňské pánvi na Zlaté stoce mezi rybníky Svět a Rožmberk. Žije zde přibližně 8 300 obyvatel. Je lázeňským a rekreačním městem, městskou památkovou rezervací a střediskem CHKO Třeboňsko.

## Historie
Název Třeboň pochází nejpravděpodobněji ze slova tříbit či třebit, které znamená šlechtit, zlepšovat či zdokonalovat (viz význam slova vytříbený). Tříbila se zde půda po vykácených stromech. Téměř celé Třeboňsko bylo původně zalesněné a podmáčené (lužní lesy), od počátků osídlení se zde těžily a zpracovávaly stromy; krajina resp. půda se tříbila/třebila pro hospodářské využití. Obdobně získala jména obce Třebonín, Třebíč, Třebenice, Třebová, Třebichovice, Třebechovice, Třebušín apod. (některé zdroje uvádějí význam slova třebit jako kácet či ničit les).
Dle novějšího názoru je původní německý název Wittingau (doložen 1260) odvozen od jména Vítek z Klokot, český název Třeboň (doložen 1261) pak má význam „Třebonův“ (majetek). (Název Wittingau užívali Němci do roku 1945.)
Trhová osada Wittingau byla založena koncem 12. století, ve 13. století vzniklo hrazené městečko. Kolem roku 1280 je připomínán farní kostel v Třeboni (Witingenowe). Statut města Třeboň získala v roce 1341 a v letech 1376 a 1378 tzv. právo měst královských a výsadu na dovoz soli. Původně byla v držení Vítkovců (Vítek z Prčic), v roce 1366 přešla pod záštitu bratrů z Rožmberka a získala svůj český název. V roce 1367 čtyři rožmberští bratři založili v Třeboni augustiniánský klášter, který se stal střediskem vzdělanosti celé oblasti (zrušil jej až císař Josef II. k roku 1785, klášterní prostory pak připadly třeboňskému vikariátu). Knížecí pivovar v Třeboni byl založen roku 1379. Ke konci 14. století bylo kolem města postaveno opevnění hradbami a příkopem, které se osvědčilo v husitských válkách, a proměnilo Třeboň v nedobytnou pevnost, schopnou odolat mnohým útokům.
První rybníky založil koncem 15. století Štěpánek Netolický. Na jeho dílo v 16. století navázali rybníkáři Mikuláš Ruthard z Malešova a Jakub Krčín. V osmdesátých letech 16. století (za majitele Viléma z Rožmberka) měl na třeboňském zámku alchymistickou dílnu Edward Kelley. Když Vilém z Rožmberka zemřel, přenesl do Třeboně své sídlo jeho bratr, rožmberský vladař Petr Vok z Rožmberka; ten zde také roku 1611 bez dědiců zemřel. Panství připadlo Švamberkům a po bitvě na Bílé hoře císaři. Roku 1660 se dosud eggenberské panství Třeboň stalo majetkem knížecího rodu Schwarzenbergů, kteří je spravovali až do první pozemkové reformy z roku 1919 (zámek až do roku 1940, respektive 1948). Roku 1779 zde byl zřízen katolický vikariát, který existoval až do roku 1952. V polovině 19. století učitel Václav Hucek a jeho dcera Berta zde při rašeliništi založili první slatinné lázně v těsné blízkosti Zlaté stoky. Prezident republiky T. G. Masaryk navštívil město oficiálně dvakrát, v roce 1919 a 1925.
V průběhu 2. světové války položilo svůj život přes 80 občanů Třeboně. 26. června 1942 popravilo gestapo předválečného starostu města Františka Adama. Jména obětí jsou uvedena na pamětní desce v parku před budovou základní školy. Třeboň byla osvobozena 9. května 1945 vojsky 9. gardové armády 2. ukrajinského frontu Sovětské armády.
Od poloviny 19. století se Třeboň rozvíjela jako plnohodnotné okresní město, tj. sídlo politického i soudního okresu. Roku 1960 byl ale při celostátní reorganizaci státní správy třeboňský okres zrušen a městu udělen lázeňský statut. V budově bývalého okresního úřadu s věžičkou byla zřízena základní škola Na Sadech. Roku 1960 bylo založeno třeboňské oddělení Mikrobiologického ústavu AV ČR. Ve středu 21. srpna 1968 bylo Hlavní (Masarykovo) náměstí obsazeno sovětskými okupačními tanky za protestů shromážděné třeboňské veřejnosti.
Město je významnou památkovou a přírodní rezervací. Proto je hojně navštěvováno turisty a lázeňskými hosty. Ve městě jsou dvojí lázně: Bertiny lázně a Lázně Aurora (od roku 2023 LD Lázeňské domy, spadající pod Městské lázně v Třeboni). Sídlí zde podnik Rybářství Třeboň, největší rybářství v Evropě, a pivovar Regent založený roku 1379. Státní zámek je pravděpodobně pátým největším areálem tohoto typu v Česku. V Třeboni na zámku sídlí Státní oblastní archiv s působností pro celý Jihočeský kraj. Širší centrum města, zahrnující historickou část místní části Třeboň I, ale i část území pod Světskou hrází, patřící do městské části Třeboň II, je městskou památkovou rezervací. Bývalý augustiniánský klášter je perlou jihočeské gotiky. Působily tam rovněž "boromejky" jejichž představená sestra Marie, nechala v roce 1885 zbudovat poutní křížovou cestu na bízké Dunajovické hoře. Ve městě sídlí dva ústavy Akademie věd České republiky. Centrum Algatech, Mikrobiologický ústav AV ČR se zabývá výzkumem fototrofních organismů a fotosyntézy. Oddělení sídlí v budově bývalého Opatovického mlýna, Novohradská ul. 237. Třeboňské oddělení Botanického ústavu AVČR Archivováno 27. 9. 2019 na Wayback Machine. se zabývá funkční ekologií a algologií, sídlí na Dukelské ulici č. 135.

## Přírodní poměry
Město se nachází v centrální části Třeboňské pánve. Okolí města tvoří převážně lesy, v menší míře obdělávaná půda a vodní plochy (rybníky).
K ochraně přírody byla v okolí města zřízena Chráněná krajinná oblast Třeboňsko a Biosférická rezervace UNESCO. Jihovýchodně od města leží přírodní památka Soví les, dále potom jižně od města PP Branské doubí, jihozápadně přírodní rezervace V Rájích a dále od města východním směrem se nachází Národní přírodní rezervace Stará a Nová řeka.

## Obyvatelstvo
| Rok            | 1869  | 1880  | 1890  | 1900  | 1910  | 1921  | 1930  | 1950  | 1961  | 1970  | 1980  | 1991  | 2001  | 2011  | 2021  |
| -------------- | ----- | ----- | ----- | ----- | ----- | ----- | ----- | ----- | ----- | ----- | ----- | ----- | ----- | ----- | ----- |
| Počet obyvatel | 7 463 | 8 132 | 7 650 | 7 755 | 7 721 | 7 461 | 7 042 | 6 235 | 6 988 | 7 828 | 8 850 | 9 052 | 9 016 | 8 554 | 7 951 |
| Počet domů     | 637   | 717   | 716   | 728   | 788   | 854   | 1 064 | 1 220 | 1 257 | 1 387 | 1 464 | 1 654 | 1 746 | 1 941 | 2 060 |

## Městská správa

### Části města
Třeboň má osm částí, z nichž šest (Branná, Břilice, Holičky, Nová Hlína, Přeseka, Stará Hlína) jsou vesnice přičleněné k městu Třeboň; samotná Třeboň je rozdělená na Třeboň I, zahrnující historické centrum a území na východ od něj směrem na Kopeček. Třeboň II se pak rozprostírá jednak na severozápad a jednak na jih od historického centra (od Třeboně I). Za sever města je považováno území průmyslové zóny Třeboně II, rozprostřené vpravo od výpadovky na Prahu, zahrnující někdejší osadu Daskabát a sídliště Hliník. Jih města (část Třeboně II) je tvořen územím, které se rozprostírá jižně od historického centra města, za Pivovarem Bohemia Regent, směrem na Brannou a Nové Hrady, na Domanín, Borovany a Trhové Sviny. Těchto osm částí leží na šesti katastrálních územích.
- Branná (i název k. ú.)
- Břilice (i název k. ú.)
- Holičky (k. ú. Holičky u Staré Hlíny)
- Nová Hlína (leží v k. ú. Holičky u Staré Hlíny)
- Přeseka (i název k. ú.)
- Stará Hlína (i název k. ú.)
- Třeboň I (leží v k. ú. Třeboň)
- Třeboň II (leží v k. ú. Třeboň)

Od 1. ledna 1980 do 23. listopadu 1990 k městu patřily i Dunajovice.

### Městské symboly
Vlajka byla městu udělena rozhodnutím předsedy Poslanecké sněmovny Parlamentu České republiky dne 5. května 1994.

## Doprava
Přes Třeboň vede silnice I/34, na kterou se v Třeboni napojují silnice I/24 a silnice II/154 a II/155. Přes Třeboň vede také železniční trať České Velenice – Veselí nad Lužnicí, na které se na severním okraji města nachází stanice Třeboň.

## Kultura

### Hudba
Tradičně vyniká zejména hudba. Název města figuruje v lidové písni Okolo Třeboně, stejnojmenný mezinárodní multikulturní festival Okolo Třeboně se v Třeboni a okolí pořádá od roku 1992. V 19. století byl činný národně obrozenecký zpěvácký spolek Pěslav, na nějž navázal od roku 1974 činný spolek Třeboňští pištci. Na začátku července se každoročně koná festival vážné hudby Třeboňská Nocturna.

### Výtvarné umění
- Městské muzeum a galerie uchovává obrazy regionálních malířů, jakými byli František Líbal, František Volf a další. Výstavní síň ve staré radnici na Masarykově náměstí hostí řadu putovních výstav (T. G. Masaryk a československé legie, Miloš Trnka, putovní výstava, říjen 2005[15] a další).
- V domě Štěpánka Netolického jsou galerijní prostory, které se využívají především ke krátkodobým výstavám.[16]

### Film
Od roku 2010 se koná v Třeboni Mezinárodní festival animovaných filmů Anifilm. Tomuto festivalu předcházel v Třeboni od roku 2002 AniFest, který však po roce 2009 (kdy se o festival dělila Třeboň s Teplicemi) z Třeboně odešel a poté zanikl sloučením s Anifilmem.

## Rekreace a sport
Sport má v Třeboni dlouhou a všestrannou tradici. V roce 1884 byl založen fotbalový klub SK1884, známý dnes pod názvem Jiskra Třeboň. Mezi její nejslavnější odchovance patří i Karel Poborský.
V roce 1932 byl založen veslařský klub S. K. Třeboň. Jeho odchovanci pravidelně reprezentovali Československo na mezinárodních závodech. Na olympijských hrách v Helsinkách roku 1952 vyhrála "třeboňská" čtyřka s kormidelníkem M. Mejtou, J. Havlisem, J. Jindrou, S. Luskem, korm. Koranda získal zlatou medaili. Stejná posádka přivezla zlato i z mistrovství Evropy v Kodani roku 1953.
V Třeboni se díky rovinnému profilu krajiny již od konce 20. století rozšířila cykloturistika, dnes to znamená masový příliv cykloturistů. Hlavní trasy jsou značené, ostatní - neznačené jsou však stejně hezké. Navzdory oblibě cyklistiky a cestovnímu ruchu částečně postaveném na cyklistice je na území města jen asi 5,5 kilometru komunikací vyhrazených pro cyklisty (3,1 kilometru stezek pro chodce a cyklisty a 2,4 kilometru cyklistických pruhů). Ve městě tedy chybí komunikace nebo dopravní prostor vyhrazený pouze pro cyklistický provoz. Na celém Třeboňsku (SO ORP Třeboňsko) je celková délka takových cest vyhrazených cyklistům pouze jedenáct kilometrů. Vyvažují to pak stovky kilometrů cyklistických tras. V plánu je nová cyklotrasa Třeboň - Gmünd. O prázdninách jezdí přes Třeboň autobusy převážející kola, tzv. cyklobusy (avšak jen jeden spoj denně), trasa České Budějovice - Znojmo - provozuje Jihotrans. Mnoho obyvatel Třeboně nemá rádo cyklisty, ovšem cestovní ruch včetně cykloturistů je podstatným zdrojem příjmů pro mnoho místních podniků. [zdroj?]
Kolem svátku svatého Vavřince (10. srpna) se v okolí Masarykova náměstí odehrává vodnická Čochtanova Třeboň a tradiční Myslivecké slavnosti. Na konci srpna se konají Rybářské slavnosti.

## Pamětihodnosti
- CHKO Třeboňsko
- Rožmberk (největší rybník v Česku)
- Zlatá stoka
- Nová řeka
- Třeboňské městské opevnění
- Zámek Třeboň s barokní kašnou a zámeckým parkem, Národní kulturní památka
- Masarykovo náměstí se starou radnicí, podloubími, Mariánským sloupem a kamennou kašnou
- renesanční budova radnice s věží, kde dnes sídlí Tylovo divadlo, Městské muzeum a Základní umělecká škola
- konstruktivistická budova Spořitelny na Masarykové náměstí
- hotel Zlatá hvězda, renesanční dům na náměstí
- hotel Bílý koníček, renesanční dům na náměstí
- Dům Štěpánka Netolického - renesanční dům na náměstí s interaktivní expozicí věnovanou Třeboňskému rybníkářskému dědictví a rybníkáři a staviteli Štěpánkovi Netolickému
- Vratislavský dům
- Třeboňské lázeňství
- augustiniánský klášter, národní kulturní památka
- děkanský kostel svatého Jiljí a Panny Marie Královny, a třeboňskou Madonou a původně také s deskovými obrazy Mistra třeboňského oltáře, dnes vystavenými v Národní galerii v Praze
- kostel svaté Alžběty se hřbitovem, na Budějovickém předměstí
- Schwarzenberská hrobka v obci Domaníně, Národní kulturní památka
- Knížecí pivovar Regent (1379), stylová restaurace
- hřbitovní kostel svatého Jiljí v Domaníně, kamenné sousoší Anděla Strážce v Třeboňském parku
- Dva železné kříže s Ukřižovaným z 18. století na křižovatce silnic na Nové Hrady u budovy bývalého finančního úřadu (dnes Lesostavby Třeboň)
- Třeboňské rybí sádky s roubenou prodejnou ryb a pískovcovou sochou rybáře pod světskou hrází
- Rybník Svět (Nevděk), Krčínův a Šustův pomník
- Opatovický rybník a mlýn, obora, hřebčín a kaple
- Barokní sousoší ve městě a u kostela (svatý Václav, dvakrát svatý Jan Nepomucký, svatý Jiljí, svatý Augustin, Ježíš Kristus a další)
- Čtyři velké městské brány (Budějovická, Hradecká, Novohradská a renesanční Svinenská brána s polychromovanou soškou svatého Floriána, obloukovými štíty a sgrafitovou výzdobu)
- Kotěrova vodárna Na Kopečku z roku 1901 (od roku 2013 je ve 42 metrů vysoké vodárenské věži umístěna galerie buddhistického výtvarného umění z oblasti Tibetu, Číny, Mongolska a Japonska) pocházející ze sbírek geologa Milana Klečky, v sousedství meditační park Zahrada soucitu[18]
- barokní kaple svatého Jana Nepomuckého a svatého Petra a Pavla
- Pergola a barokní kaple svatého Víta, nástropní obraz (al fresco) předání ramene svatého Víta svatému Václavu, blízký mlýn a boží muka
- Beseda na Masarykově náměstí
- Domek Josefa Kajetána Tyla u Zlaté stoky, lázeňská kolonáda, sousoší svatého Jana Nepomuckého
- Historická kasárna (dnes Finanční a městský úřad) na Palackého náměstí, nová kašna na nádvoří
- Historická Rožmberská ulice s cukrárnami, kavárnami, hotely a restauracemi
- Historická obchodní Březanova ulice s podloubími od Masarykova náměstí ke kostelu svatého Jiljí a Panny Marie Královny, brána do kláštera, bývalý augustiniánský klášter s gotickými kaplemi, rajským dvorem, křížovou chodbou a klášterním nádvořím, barokní kašna na nádvoří, Dlouhá chodba, krytý obloukový most s pamětní deskou Třeboňského augustiniánského opata "písmáka" Kříže z Telče
- Husova kaple s věží z roku 1925 a Nová čtvrť s Tyršovým stadionem, Tyršův pomník
- Třeboňský menhir u Zlaté stoky
- Boží muka datovaná 1649, proti kiosku u Schwarzenberské hrobky, s obrazem svatého Vojtěcha
- barokní kaple Nejsvětější Trojice při Pražské silnici
- kaple svaté Barbory a svaté Kateřiny datovaná 1747, v ulici Svatopluka Čecha
- Okresní radnice s věžičkou v ulici Na Sadech (dnes základní škola vedle pošty)
- domečková Boží muka datovaná A.d.:1810 za hřbitovem svaté Alžběty v ulici Boženy Němcové
- pomník obětem první a druhé světové války, se sousoším od Gabriela K. a se dvěma pamětními deskami se jmény padlých z let 1914–1918 a 1939–1945, obnovený roku 1907, před školou v Sokolské ulici. Sousední kvalitní pískovcová barokní socha sv. Jana Nepomuckého proti Budějovické bráně
- dům U Zvonku na Budějovickém předměstí v Sokolské ulici se sousední kovárnou z 18. století (bronzový zvon v 1. poschodí domu se v roce 2011 ztratil i s konzolí)
- balvan inženýra Pavla Pavla na dřevěných saních vedle parkoviště na trávníku před vyhlídkovou restaurací "U Světa" na Hliníku
- litinový kříž s "Ukřižovaným" (pískovcový podstavec datován 1896) se "středověkým" odrazníkem na křižovatce Sokolské třídy a ulic Chelčického a Svatopluka Čecha
- domečková sloupková boží muka, zabudovaná do secesního domu (č. p. 175, Třeboň II) poblíž ústí Havlíčkovy ulice do Palackého náměstí[zdroj?]
- Palackého náměstí (Na Hliníku) s budovou kasáren z 18. století, dnes sídlem městského úřadu (přesídlil v roce 2012 z Masarykova náměstí)
- Secesní budova finančního úřadu ve Vrchlického ulici (do roku 2014 sídlo katastrálního úřadu)
- historický renesančně barokní schwarzenberský statek Dvory (Dvorce, dnes též se stylovou restaurací) s centrální věžičkou (zdaleka viditelnou při cestě od rybníka Svět) a hodinami, vpravo při státní silnici z Třeboně na Lišov
- barokní schwarzenberský statek v Jiráskově ulici s tělocvičnou (sokolovnou) mezi dopravním hřištěm u Tyršova stadionu a autobusovým nádražím Třeboň
- Třeboňské roubené seníky na Mokrých lukách (dříve národní kulturní památka)
- Čertův dub (Hrádeček) na hrázi někdejšího rybníka
- velké schwarzenberské seníky na stezce "Hrádeček" (jeden vyhořel a druhý je zrekonstruován na penzion poblíž Zlaté stoky za mostkem u Lesostaveb)
- Bývalá synagoga v Třeboni v Krčínově ulici (Třeboň I čp. 50)
- rybí sádky a původní rybářské bašty pod rybníkem Svět
- Rybářská bašta (restaurace) na Hliníku za hotelem Bohemia

## Osobnosti
- Josef Štěpánek Netolický (1460?–1538), rybníkář
- Jakub Krčín (1535–1604), rybníkář
- Vilém z Rožmberka (1535–1592), šlechtic a politik
- Petr Vok z Rožmberka (1539–1611), šlechtic a politik
- Johann Georg de Hamilton (1672–1737), malíř, v Třeboni pobýval v letech 1709–1718
- Pavel Kolečný, stavitel a architekt ve schwarzenberských službách, působil zejména na Třeboňsku, Českobudějovicku a Táborsku
- Josef Triebensee (1722–1772), hobojista, dirigent a hudební skladatel
- Antonín Jaroslav Beck (1812–1895), právník, redaktor, vychovatel u Schwarzenbergů, po roce 1848 poslanec vídeňského Říšského sněmu za volební obvod Třeboň
- Franz Damasus Deworezky (1816–1891), stavitel a architekt
- Václav Hucek (1820–1912), učitel, kronikář a osvětový pracovník
- Ferdinand Fiscali (1827–1907), lesnický odborník a středoškolský pedagog
- Adolf Josef ze Schwarzenbergu (1832–1914), šlechtic a politik
- Josef Šusta (1835–1914), zakladatel moderního rybníkářství
- Jan Slavík (1846–1910), poslanec Českého zemského sněmu (1889–1901) a Vídeňské říšské rady (1891–1898) za město Třeboň
- Berta Hucková (1857–1887), iniciátorka založení místních lázní
- Max von Loos (1858–1953), architekt
- Ferdinand Herčík (1861–1923), malíř, architekt, ilustrátor, pedagog a vydavatel časopisu Dílo, rodák z Třeboně
- Matěj Jan Pešina (1861–1943), lékař (pediatr a internista), profesor dětského lékařství na UK, rodák z Třeboně
- Břetislav Foustka (1862–1947), profesor sociologie na UK, vyučoval na třeboňském gymnáziu
- Jan Rambousek (1867–1945), generál dělostřelectva, prezident Esperantského klubu v Českých Budějovicích, rodák z Třeboně
- Hana Vojtová (1871–1933), herečka
- Josef Šusta (1874–1945), historik, spisovatel a politik
- Jan Hrbek (1879–1938), starosta Třeboně, od r. 1924 národní komisař a starosta Užhorodu[19]
- Antonín Beer (1881–1950), jazykovědec, pedagog, profesor germánské jazykovědy, děkan FF MU v Brně
- Vilém Kvasnička (1885–1969), architekt, místní rodák
- Zdena Wattersonová (1890–1980), novinářka, překladatelka, publicistka
- Marie Veverková (1891–???), spisovatelka, básnířka a publicistka
- Jan Janout (1893–1945), odbojář, čestný občan města
- František Líbal (1896–1974), malíř
- Antonín Prokeš (1896–???), advokát, politik Československé strany lidové
- Tomáš Podruh (1896–1942), voják, člen odbojové skupiny Obrana národa
- František Volf (1897–1983), národopisec, malíř, spisovatel a pedagog
- Karel Brady–Metzl (1898–1942), obchodník a oběť holokaustu
- František Heřmánek (1901–1946), spisovatel, básník a rozhlasový pracovník
- Marie Smržová (1906–1986), stavitelka a architektka
- Jaroslav Záruba (1907–1945), československý vojenský velitel a účastník protinacistického odboje, padl za pražského povstání při obraně čs. rozhlasu
- Václav Rohlíček (1914–1989), architekt
- Zdenek Seydl (1916–1978), malíř, grafik, scénograf
- Jiří Hanzelka (1920–2003), cestovatel
- Karel Mejta (1928–2015), český veslař, reprezentant Československa
- Ivan Šetlík (1928–2009), biolog, zakladatel třeboňského oddělení Mikrobiologického ústavu AVČR
- Ludmila Padrtová (1931–2016), kreslířka, malířka a fotografka
- Jan Jindra (1932–2021), veslař
- Ladislav Konopka (1933–2002), architekt
- Miroslav Hule (* 1946), spisovatel
- Jan Tlačil (* 1959), hokejový trenér a bývalý hokejista
- Karel Poborský (* 1972) fotbalista, fotbalový funkcionář

## Partnerská města
- Freyung-Grafenau, Německo
- Interlaken, Švýcarsko
- Schrems, Rakousko
- Utena, Litva

## Galerie

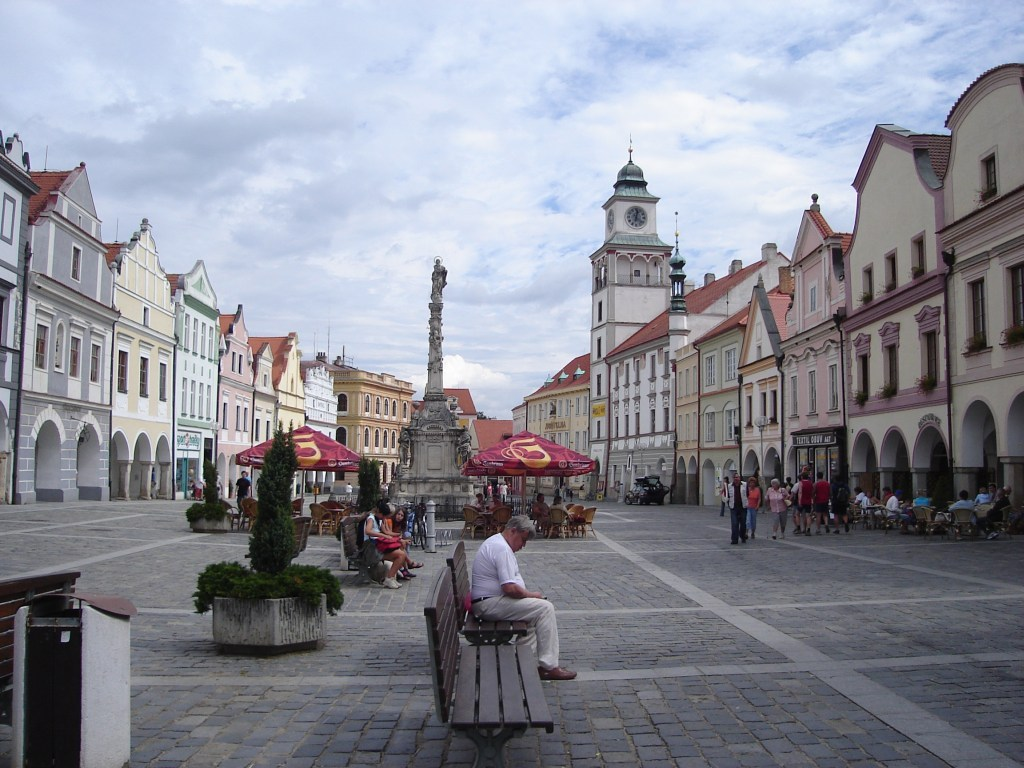
Masarykovo náměstí
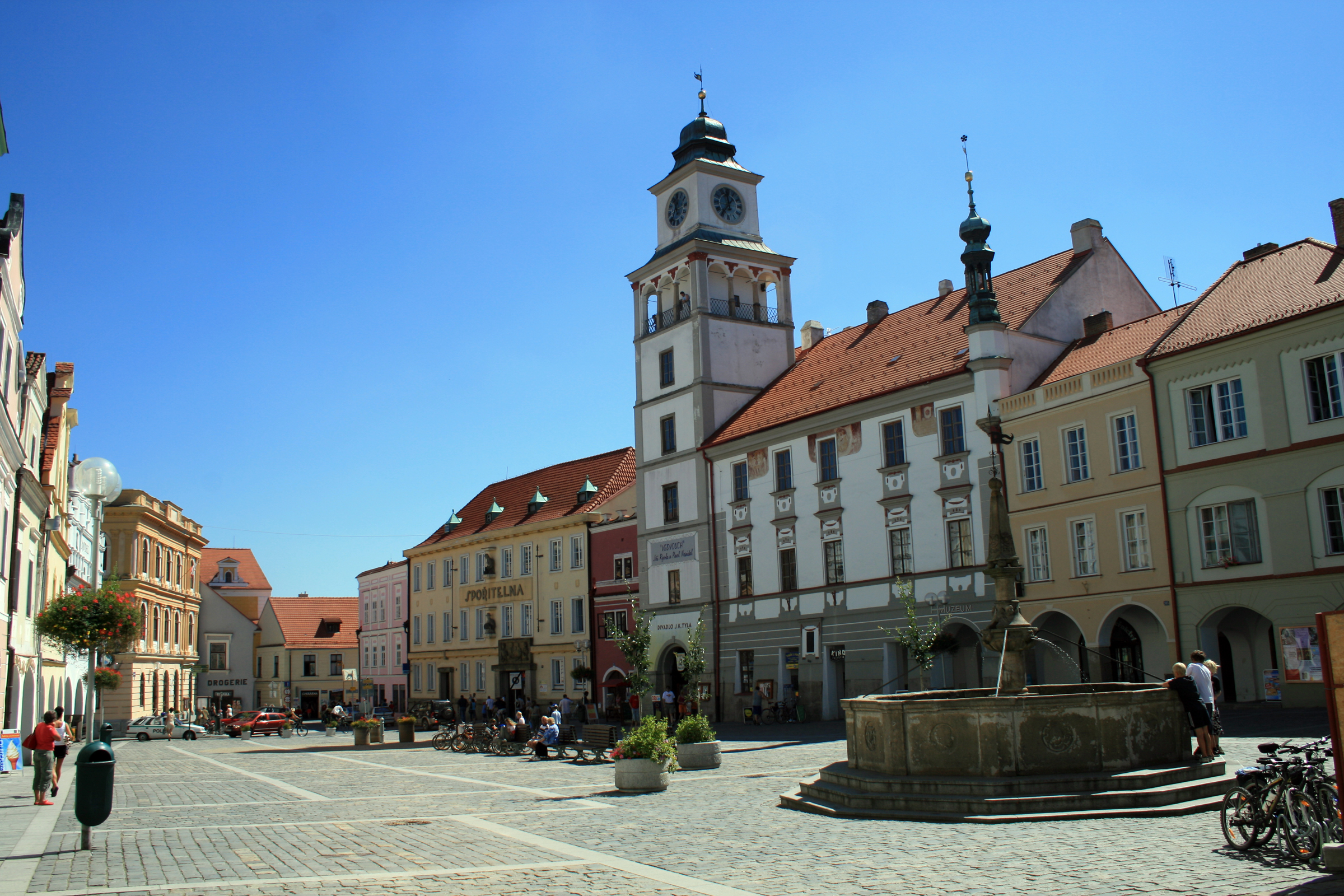
Radnice na Masarykově náměstí
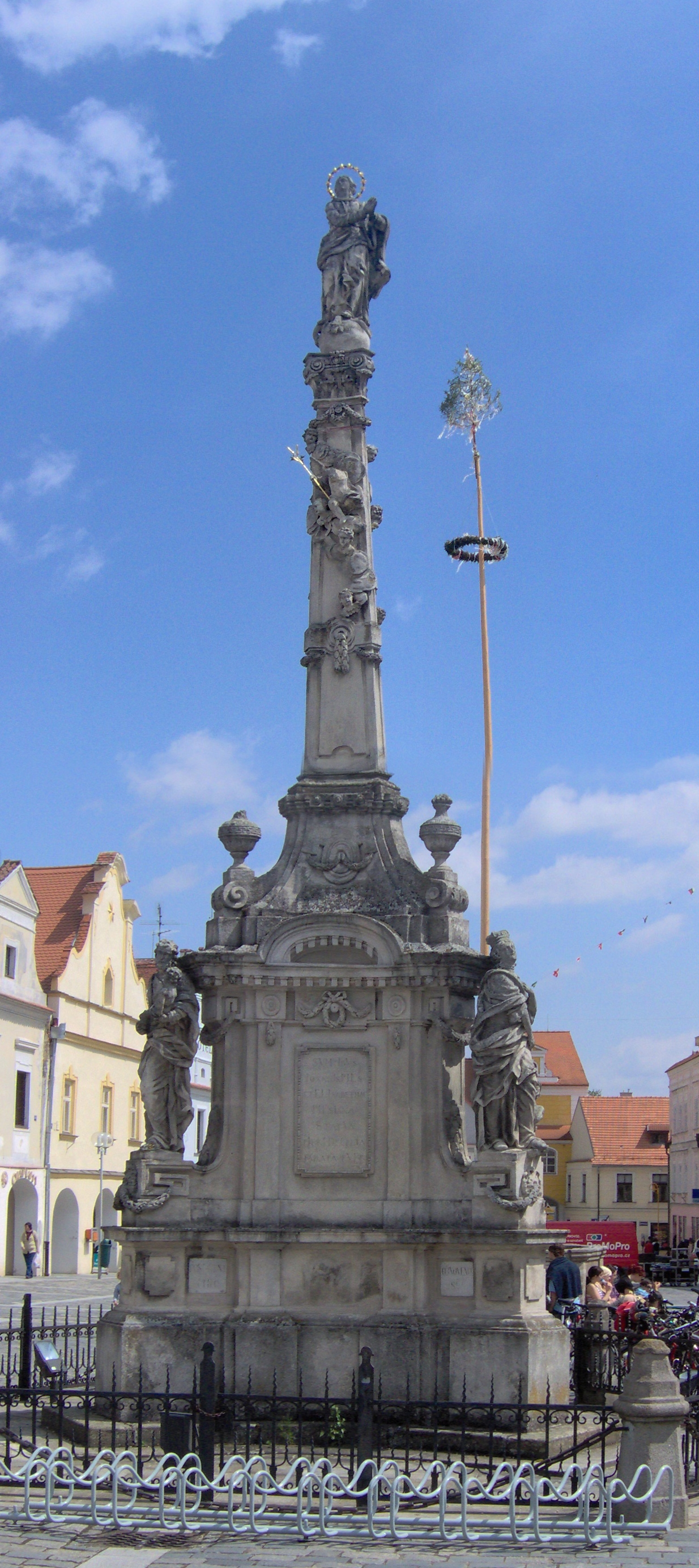
Sousoší s Mariánským sloupem na náměstí T. G. Masaryka
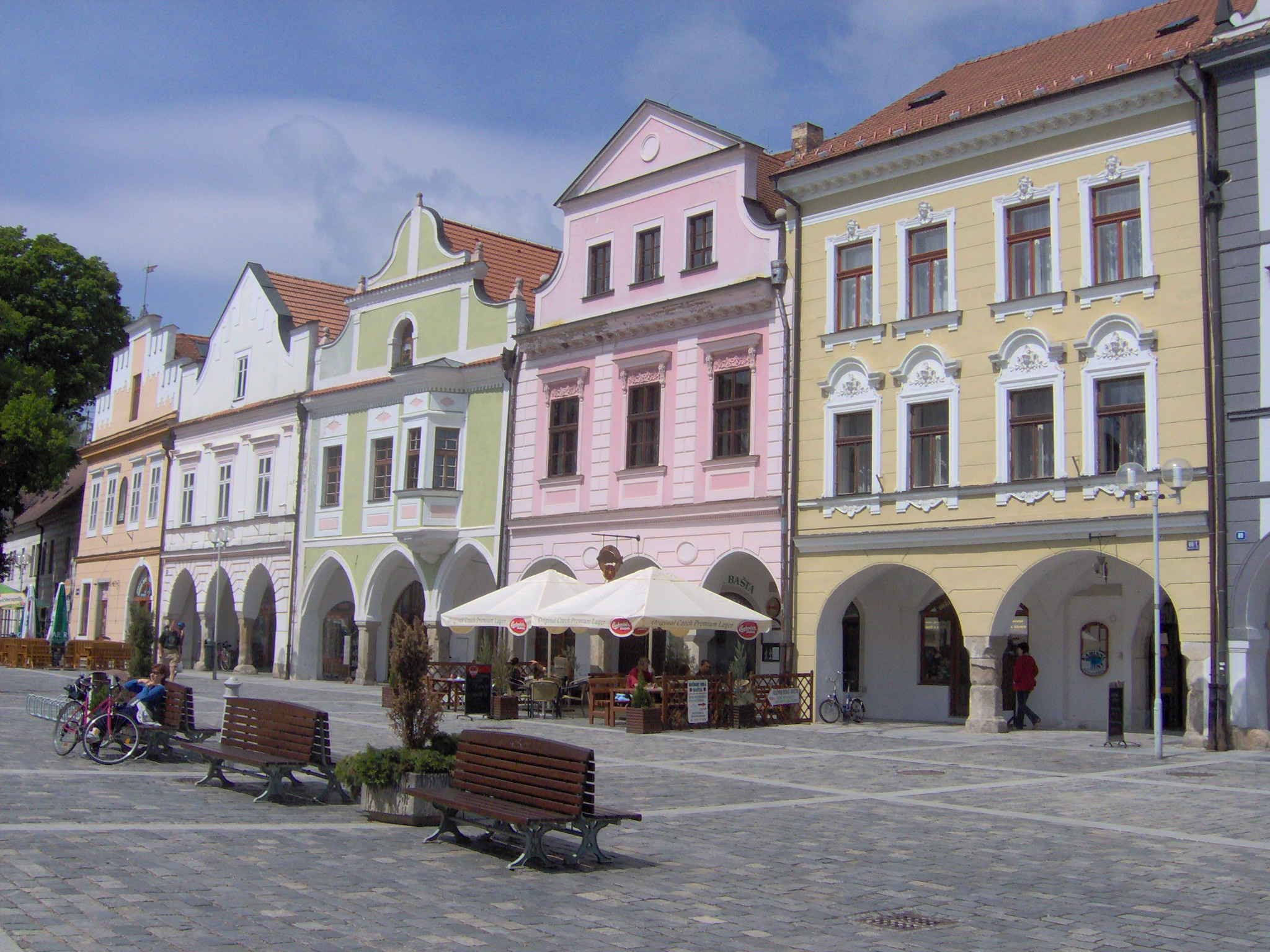
Domy na náměstí T. G. Masaryka
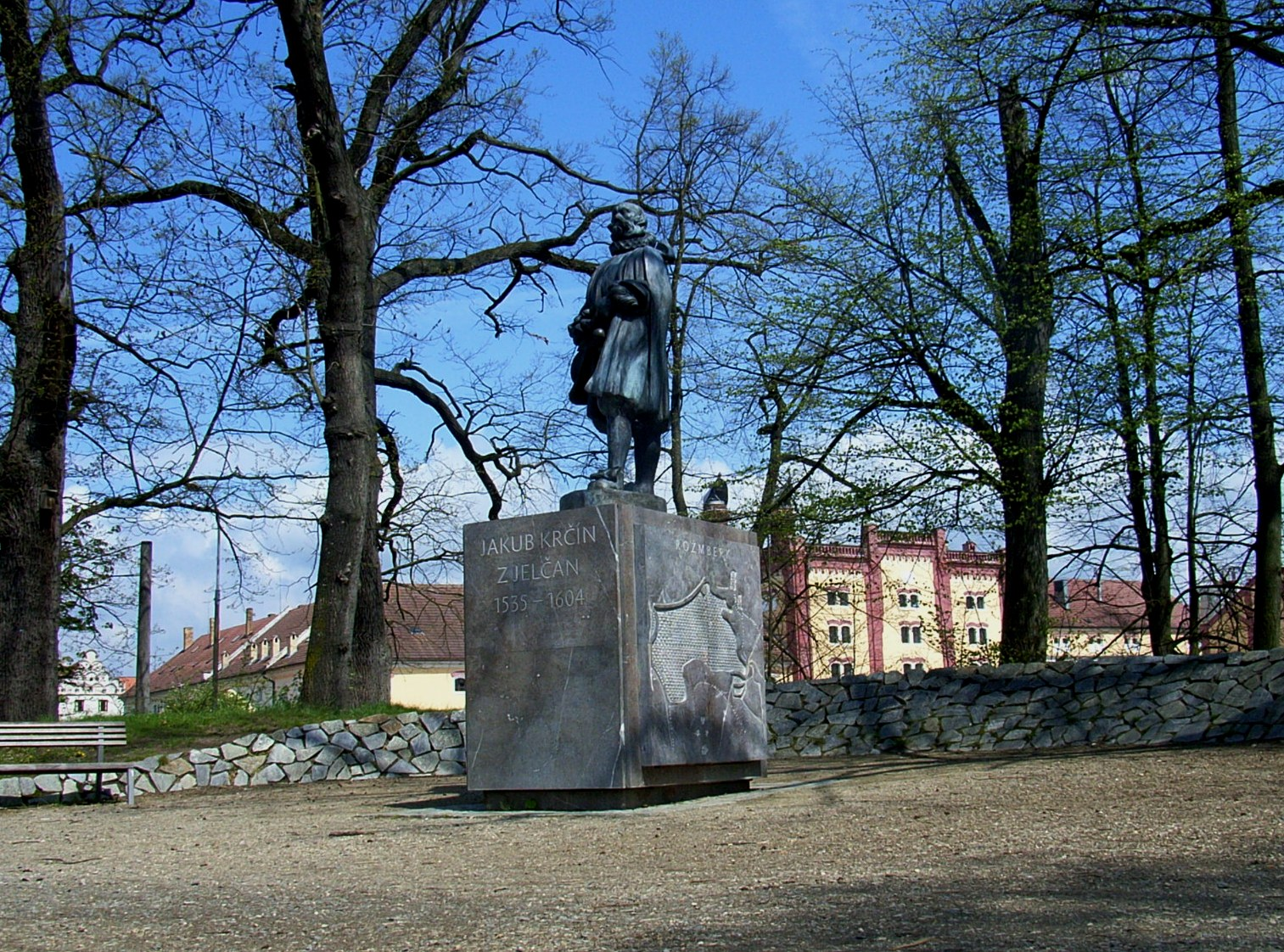
Pomník rybníkáře Jakuba Krčína, v Třeboni na hrázi rybníka Svět
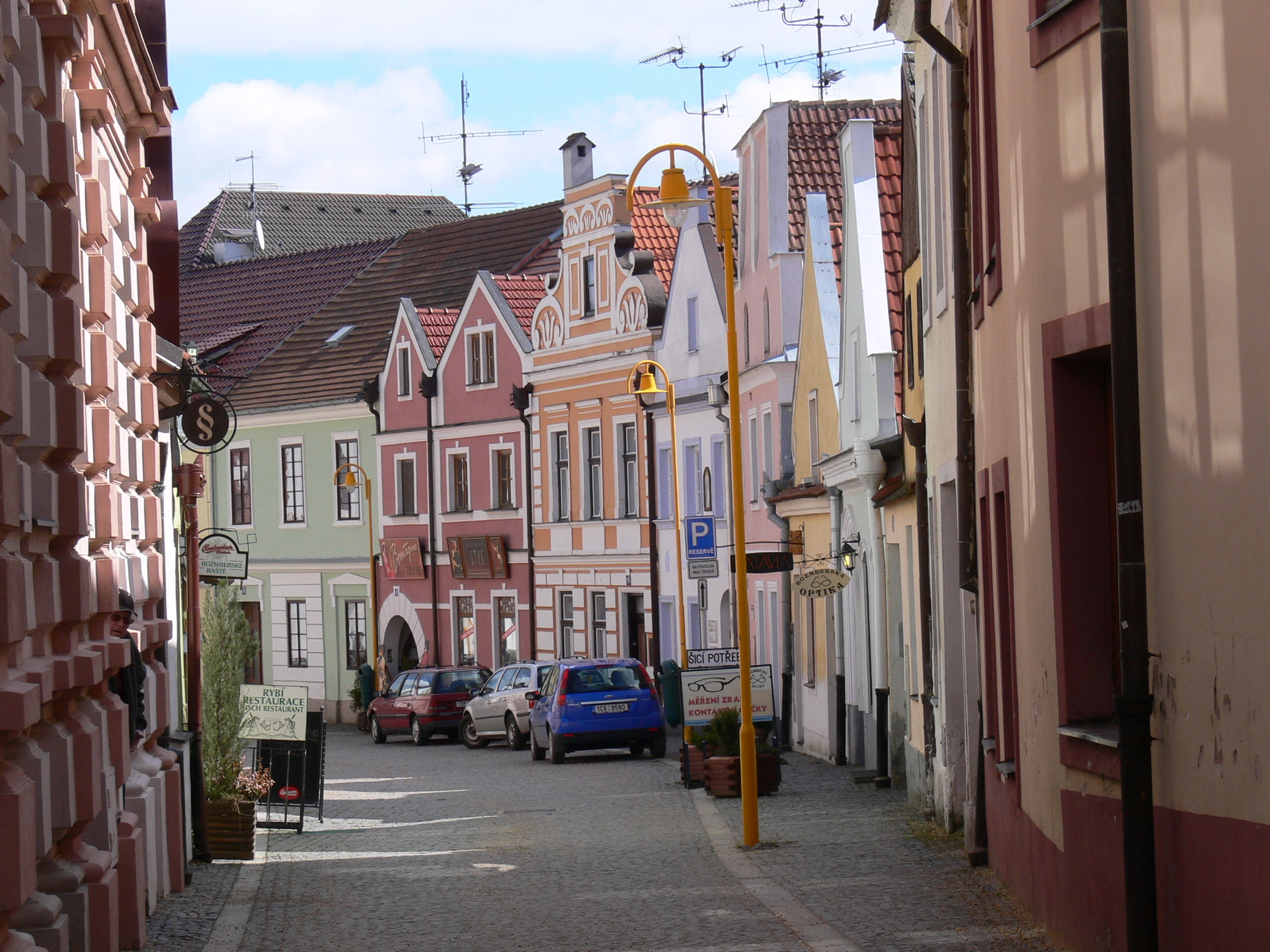
Ulička v centru (Rožmberská)
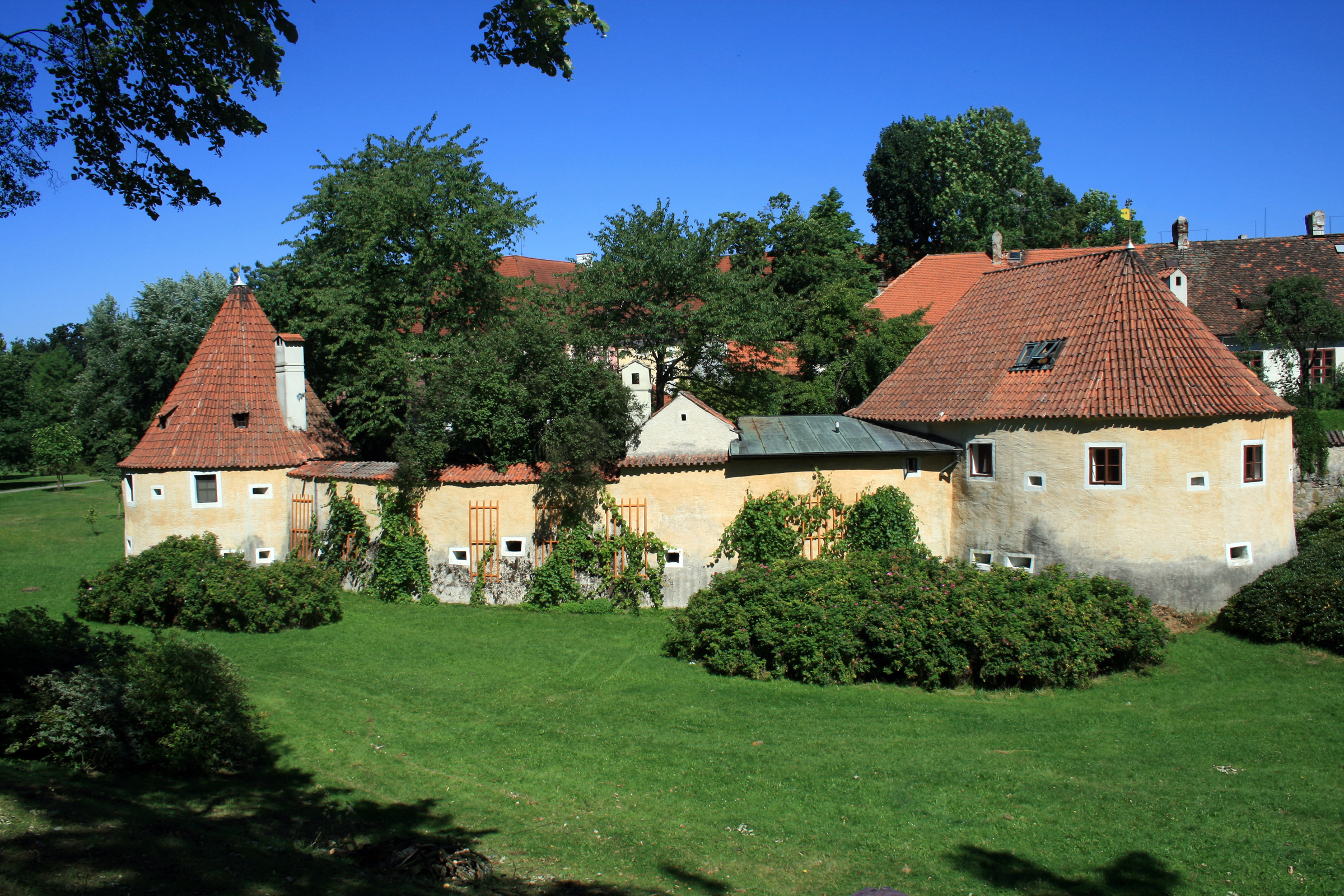
Zbytky starého opevnění města (Katovna)
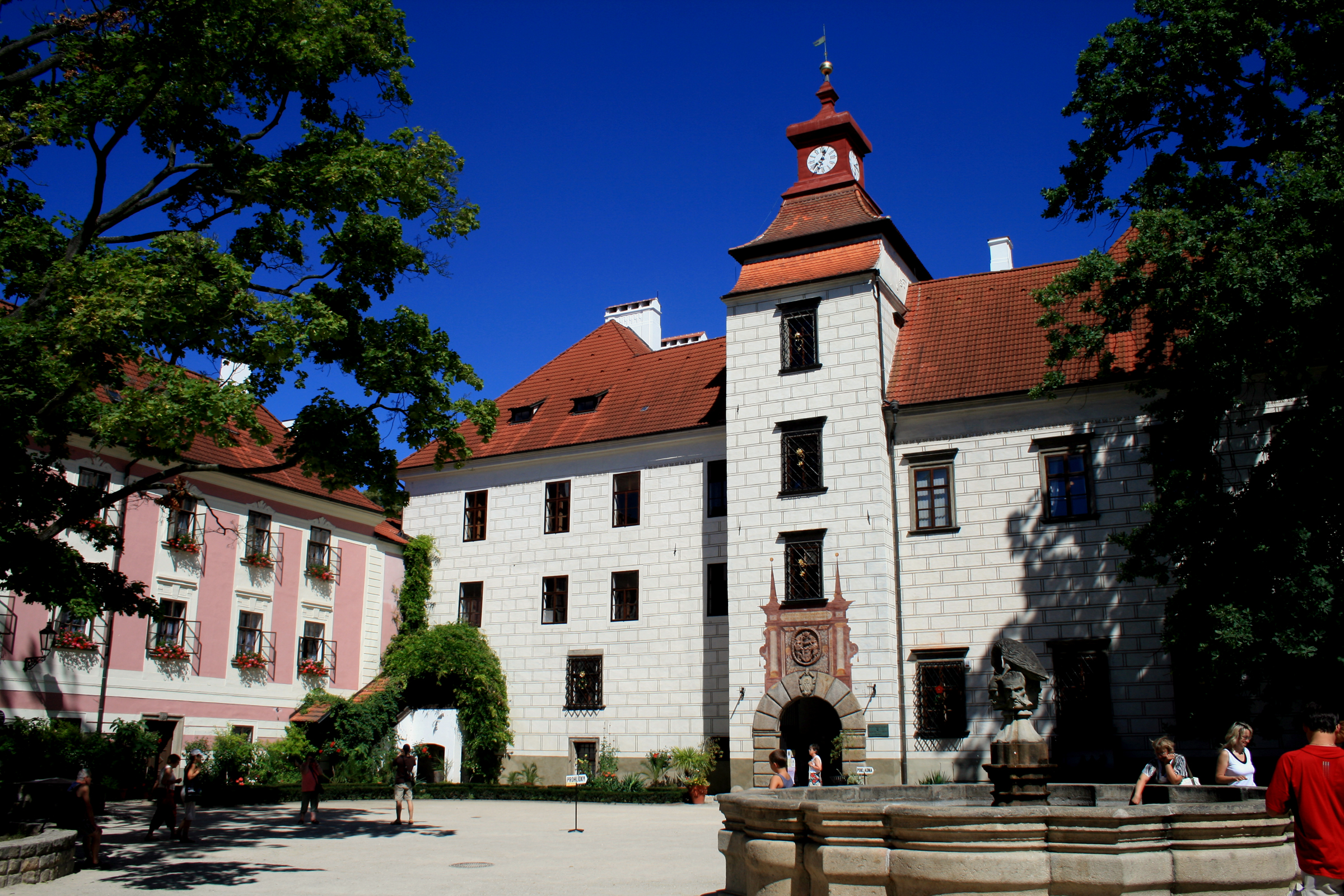
Zámek
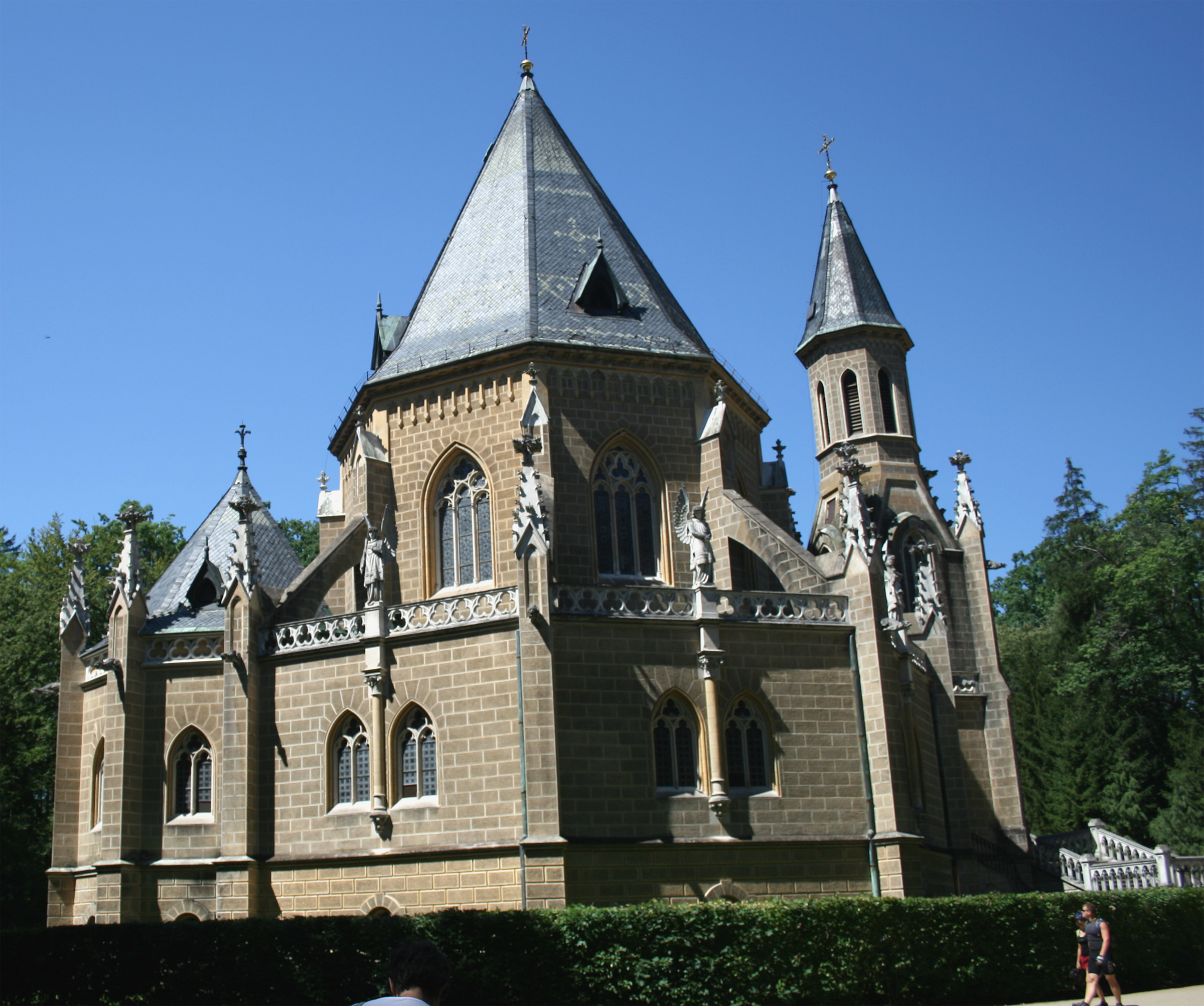
Schwarzenberská hrobka uprostřed Třeboňského parku v Domaníně